# Нестримні 3
«Нестримні 3» (англ. The Expendables 3) — американський фільм-бойовик режисера Патріка Г'юза, продовження фільмів «Нестримні» і «Нестримні 2». Прем'єра фільму в Лондоні — 4 серпня, а в США 15 серпня 2014 року.

## Опис
Барні (Сильвестр Сталлоне), і команда «Нестримних» стикаються з Конрадом Стоунбенксом (Мел Ґібсон). Багато років тому він заснував разом з Барні команду «Нестримних». Згодом Стоунбенкс стає безжальним торговцем зброєю, і тим самим перетворюється на людину, яку Барні було доручено вбити.
Тепер Стоунбенкс, один раз вже зумівши обдурити смерть, поставив собі за мету покінчити з «Нестримними» — але у Барні щодо цього свої плани. Барні вирішує, що в його боротьбі «свіжий» підхід можна протиставити супроти старих методів, і поповнює лави людьми, які молодші, швидші і технічно більш розвинені порівняно з ветеранами. Так у членів команди «Нестримних» починається нова ера. Остання місія перетворюється на зіткнення між представниками класичної «старої школи» та експертами з високих технологій.

## У ролях
- Сильвестр Сталлоне — Барні Росс
- Джейсон Стейтем — Лі Крісмес
- Джет Лі — Інь-Ян
- Дольф Лундґрен — Гуннар Єнсен
- Веслі Снайпс — Хірург
- Антоніо Бандерас — Матадор
- Террі Крюс — Хейл Цезар
- Келсі Греммер — Бонапарт
- Мел Ґібсон — Конрад Стоунбенкс
- Арнольд Шварценеггер — Трент Маузер
- Ренді Кутюр — Тол Роад
- Гаррісон Форд — Макс Драммер
- Ронда Роузі — Луна
- Роберт Даві — Ґоран Вата
- Келлан Латц — Джон
- Віктор Ортіс — Марс
- Наталі Берн — дружина Конрада

### Кастинг
У процесі кастингу неодноразово змінювався акторський склад фільму:
- Жану-Клоду Ван Даму пропонували роль брата близнюка Жан Вілен.
- Клінту Іствуду пропонували роль, але він відмовився.
- Двейн Джонсон погодився зіграти, але йому відмовили.
- Галк Гоган був згідний зіграти, але йому відмовили.
- Брюс Вілліс погодився зіграти, але він відмовився через малу плату[5].

## Знімання
Знімання фільму розпочалося 19 серпня 2013-го року в Болгарії на студії Nu Boyana в Софії. Режисер стрічки — австралієць Патрік Х'юз, відомий своєю роботою над проектами «Знаки» та «Червоний пагорб».
Цікаво, що до знімань третьої частини бойовика, був залучений український літак Ан-26 розмальований певним загрозливим чином. Повітряне судно перебувало на одному знімальному майданчику із Сильвестром Сталлоне, Арнольдом Шварценеггером, Антоніо Бандерасом та іншими.

## Плани на продовження
У березні 2014 Жан-Клод Ван Дамм, який зіграв центрального антагоніста в другому фільмі, повідомив на своїй сторінці в Twitter, що може знятися в четвертій стрічці в ролі брата-близнюка Жана Вілена — Клода Вілена, якого вони з Сильвестром Сталлоне планували залучити ще в третьому фільмі. При цьому, за словами актора, Клод Вілен міг би значно відрізнятися від власного брата зовні, зокрема, бути довговолосим, ніж характерні персонажі Ван Дамма в таких картинах, як «Важка мішень» і «Реплікант». У липні 2018 року, в інтерв'ю для французького видання FilmsActu він також не заперечив можливість повернення в серію «Нестримних» саме в цій ролі.
У квітні 2019 року, Ренді Кутюр розповів телеканалу ESPN про те, що студія планує почати знімання «Нестримних 4» влітку того ж року. У травні, Сильвестр Сталлоне згадав про фільм на власній сторінці в Instagram, сказавши, що він буде «відмінним» і «найкращим в серії». У тому ж місяці Аві Лернер, головний продюсер серіалу «Нестримні», повідомив на Каннському кінофестивалі, що четвертий фільм є в ряді проєктів, запланованих до виходу 2020 року. У липні, на наступний день після Дня незалежності США, Сталлоне розповів на сторінці в Instagram про своє натхнення на нову ідею для четвертого фільму і оголосив про початок роботи над її впровадженням. У жовтні 2019 року, Ренді Кутюр розповів сайту Sherdog, що місяць тому ознайомився з новим сценарієм фільму. Також він повідомив, що знімання, які планувалися на літо того ж року, були перенесені на весну 2020 року.
У січні 2020 року Аві Лернер і Дольф Лундгрен відвідали фестиваль Cana Dorada Film Festival, де підтвердили, що збираються почати знімання четвертого фільму або в травні, або в серпні цього ж року. До того ж вони повідомили, що в новому фільмі повернеться звичний акторський склад, в тому числі Сильвестр Сталлоне, сам Лундґрен, Джейсон Стейтем, Антоніо Бандерас і Арнольд Шварценеггер. Лернер також оголосив, що список акторів фільму поповниться ще одним зоряним ім'ям.
Наприкінці січня 2020 року, видання The Illuminerdi повідомило про можливу розробку іншого фільму серії «Нестримні» — спін-офф під назвою «Нестримні: Історія Крістмаса» (англ. The Expendables: A Christmas Story), який зосередиться на продовженні історії персонажа Лі Крістмас і може бути знятий в того ж року з Джейсоном Стейтемом в головній ролі. Згідно представленої інформації, серед другорядних персонажів можуть повернутися Барні Росс у виконанні Сильвестра Сталлоне і Тренч у виконанні Арнольда Шварценеггера, також згадується можлива участь Тоні Джаа. Найбільш імовірним кандидатом на посаду режисера видання називає Ді Джея Карузо.
На початку лютого 2020 року Сильвестр Сталлоне висловив думку про те, що четвертий фільм основної серії може стати адаптацією надприродного графічного роману The Expendables Go to Hell, написаного ним у співавторстві з Чаком Діксоном.
29 травня 2020 Жан-Клод Ван Дамм провів відеотрансляцію на власній сторінці в Facebook, під час якої знову запропонував Сталлоне і Аві Лернер ідею свого повернення в ролі брата-близнюка Жана Вілена — Клода Вілена. Ще Ван Дамм додав, що сюжет четвертого фільму, за його задумом, міг би розповісти про епічність протистояння вікового загону Барні Росса з загоном Клода Вілена, що складається з більш молодих найманців, в тому числі його сина Кріса і доньки Б'янки, які також є акторами і за свою неймовірну фізичну форму, неодноразово порівнювалися з батьком у ЗМІ.
У серпні 2020 року, на власному офіційному сайті і сторінках у соціальних мережах, іспанська дистриб'юторська компанія Vértice Cine, яка співпрацює з Lionsgate і Millennium Films, анонсувала «Нестримні 4» в якості одного зі своїх найближчих проєктів. У числі основних учасників акторського складу були заявлені Джейсон Стейтем, Сильвестр Сталлоне, Антоніо Бандерас і Дольф Лундґрен. На посаді режисера значиться Патрік Г'юз, який працював над попереднім фільмом, а після зняв для Lionsgate комерційно успішний бойовик «Охоронець кілера» і його сиквел. В якості попереднього року випуску фільму в прокат, на сайті вказується 2022 рік.